# 三田渡の盟約
三田渡の盟約（さんでんとのめいやく）は、清と李氏朝鮮との間で行われた丙子の乱の終戦講和条約である。1637年1月30日に李氏朝鮮の首都漢城の郊外三田渡で締結された。この記念に大清皇帝功徳碑が建てられた。朝鮮は、初代国王である李成桂が1393年に明の初代皇帝朱元璋から権知朝鮮国事に封ぜられて以降、一貫して明の属国であり続けたが、三田渡の盟約をもって、明の属国から清の属国へとかわった。朝鮮は正式に清の属国となり、毎年上納される物品の量はその後減らされたものの、三田渡の盟約の大枠は日清戦争後の下関条約（1895年4月17日）まで守られ続けた。

## 概説
- 主な内容
  - 朝鮮は清に臣下の礼をつくすこと。
  - 朝鮮は明からの誥命（朝鮮王冊封の文書）と冊印[3]を清に献納すること。
  - 明と絶交し明の年号は使わないこと。
  - 王の長男と次男、大臣の子、大臣に子がない場合はその弟を人質として清に送ること。また何か不慮なことが起これば、人質の王子を朝鮮王に擁立するので覚悟しておくこと。　
  - 清が明を征服する時は、命令を下し、使いを送るので、場合によっては数万規模の歩兵・騎兵・船員を求められた期日までに、遅れることなく派遣すること。
  - また清軍が椵島[4]を攻め取るため、船50隻・水兵・槍砲等を準備しておくこと。
  - 聖節（清国皇帝の誕生日）や正月等、慶弔時は慣例に従い、大臣や内官が献礼にくること。
  - 清軍に捕まった朝鮮人捕虜が鴨緑江を渡ったり、朝鮮に逃げて帰った場合、送還すること。　
  - 内外の諸臣と婚姻を結び、友好を固くすること。
  - 新旧の城郭は清の事前の許可なく修理・増築を行わないこと。
  - これまで通り日本との貿易を許すこと。
  - 毎年黄金100両・白銀1000両のほか、水牛角弓面200副・豹皮100張、鹿皮100張等、20種目の物品を献納すること。

- 1637年1月28日にホンタイジが仁祖に送った詔勅